# برگبیتن
برگبیتن (به فرانسوی: Bergbieten) یک کمون در فرانسه با جمعیت ۶۱۲ نفر است که در Canton of Wasselonne واقع شده‌است.